# Pyrenaearia velascoi
Pyrenaearia velascoi is een slakkensoort uit de familie van de Hygromiidae. De wetenschappelijke naam van de soort is voor het eerst geldig gepubliceerd in 1867 door Hidalgo.